# Elsworth
Elsworth är en ort och civil parish i Storbritannien.   Den ligger i distriktet South Cambridgeshire i grevskapet Cambridgeshire i riksdelen England, i den sydöstra delen av landet, 80 km norr om huvudstaden London. Elsworth ligger 27 meter över havet och antalet invånare är 657.
Terrängen runt Elsworth är platt, och sluttar norrut. Runt Elsworth är det ganska tätbefolkat, med 149 invånare per kvadratkilometer. Närmaste större samhälle är Cambridge, 14,2 km öster om Elsworth. Trakten runt Elsworth består till största delen av jordbruksmark.